# Farofa Carioca
Farofa Carioca é um grupo musical brasileiro, do Rio de Janeiro, formada nos anos 1990, com estilo variado devido a combinação de ritmos como rock, pop, rap, reggae, samba e funk. Algumas apresentações em concertos são usados números circenses e dança. As letras da banda faziam critica social e combatia o racismo, é o caso da canção A Carne, composta por Seu Jorge, Marcelo Yuka e Ulisses Cappelletti, que chegou a ser regravada em 2002 por Elza Soares.
Seus principais vocalistas foram Seu Jorge e Gabriel Moura, que deixaram o grupo para seguir carreira solo. Em 2025, Gabriel Moura retorna a banda junto com Mario Broder, ex-vocalista do Funk'n'Lata.

## Integrantes atuais
- Mario Broder: vocalista
- Gabriel Moura: vocalista
- Carlos Moura: trombonista
- Sérgio Granha: baixista
- Wellington Coelho: percussionista (congas, bongôs, jambê, cuíca, pandeiro de couro, xequerê e efeitos)
- Valmir Ribeiro: cavaquinista
- Sandro Márcio: percussionista (tan-tan, surdo, pandeiro, tamborim e agogô
- Bertrand Doussain: flauta

## Discografia
- Moro no Brasil  (1998) PolyGram CD
- Tubo de Ensaio (2008) Independente cd

## Participações
- Casa de Samba - Volume 3 (1999) (vários) CD
- Trilha Sonora da Série "Mulher" (1999) (vários) CD
- Tributo a Tim Maia (1999) (vários) CD
- Millenium Pop Rock (1999) (vários) CD
- Soul Brasileiro (2000) (vários) CD
- Trilha Sonora do Filme "A Partilha" (2001) (vários) CD
- Trilha sonora do filme "Sexo, Amor e Traição" (2003) (vários) CD
- Novo Millenium Pop Rock (2005) (vários) CD
- Eletrofunksambagroove (2005) (vários) CD